# Gülfem Hatun
Gülfem Hatun était une femme ayant occupé un rang élevé dans le harem de Soliman le Magnifique tout au long de son règne, occupant peut-être le poste d'intendante (le plus haut poste administratif). 
Certains auteurs la considèrent comme la mère des princes Murad et Mahmud (morts en 1521), mais cette hypothèse est rejetée par l'historienne Leslie Peirce.
Elle est nommée sur sa pierre tombale « Gülfem Hatun Bint Abdullah » (fille de Abdullah). Elle a fondé une mosquée à Üsküdar.